# ドリス・ロイトハルト
ドリス・ロイトハルト（ドイツ語: Doris Leuthard、ドリス・ロイタードとも、1963年4月10日 - ）は、スイスの政治家、法律家。2006年から2018年まで連邦参事会に加わり、その間、経済担当参事（経済相）、環境・運輸・エネルギー・通信担当参事 (環境・運輸・エネルギー・通信相) を務めた。2010年度と2017年度の2回、連邦大統領を務めた。

## 経歴
1999年から2006年まで国民議会（下院）議員を務め、2004年から2006年まではスイスキリスト教民主党（CVP/PDC）党首を務めた。ジョゼフ・デス参事の引退を受け行われた2006年6月14日の選挙で、ロイトハルトが234票中133票を獲得し、109人目（女性では5人目）の参事になった。選挙では慣例上、引退した参事と同じ言語を話す議員が選出されるが、この場合デスはフランス語話者、ロイトハルトはドイツ語話者であった。
2009年度は副大統領を務め、翌2010年度の大統領就任が確実になった。スイスでは連邦参事会が国家元首とみなされているが、ロイトハルトは大統領として民主主義国家の国家元首が執り行うような職務をこなした。スイス政界のトップとして、有事のさいには独断で行動できるようになったが、「同輩中の第一人者」（primus inter pares）として6人の同僚以上の権力は行使しなかった。
2010年11月1日から、モーリッツ・ロイエンベルガーの後任として環境・交通・エネルギー・通信相も兼務している。
2016年度は再び副大統領を務め、同年12月7日に次期大統領に当選。2017年度に大統領を務めた。2018年度をもって連邦参事会を退任。
- 連邦参事会のメンバー7人と連邦事務総長（2007年）。左からロイトハルト、クリストフ・ブロッハー、モーリッツ・ロイエンベルガー、ミシュリン・カルミー＝レイ、パスカル・クシュパン、サミュエル・シュミット、ハンス＝ルドルフ・メルツ、アンネマリー・フーバー＝ホッツ連邦事務総長
- 連邦参事会のメンバー7人と連邦事務総長（2012年）。左からヨハン・シュナイダー＝アマン、シモネッタ・ソマルーガ、ディディエ・ビュルカルテ、エフェリーネ・ヴィドマー＝シュルンプフ、ウエリ・マウラー、アラン・ベルセ、ロイトハルト、コリーナ・カサノヴァ連邦事務総長。
- 韓国の李明博大統領と（2010年1月28日）